# یواس‌اس دیو (دی‌دی-۹۸۹)
یواس‌اس دیو (دی‌دی-۹۸۹) (به انگلیسی: USS Deyo (DD-989)) یک کشتی بود که طول آن 529 ft (161 m) waterline; 563 ft (172 m) overall بود. این کشتی در سال ۱۹۷۹ ساخته شد.